# کشتی در المپیک تابستانی ۱۹۹۲ – ۷۴ کیلوگرم فرنگی مردان
کشتی فرنگی ۷۴ کیلوگرم مردان در بازی‌های المپیک تابستانی ۱۹۹۲ در برنامه کشتی از تاریخ ۲۶ تا ۲۸ ژوئیه در مؤسسه ملی تربیت بدنی کاتالونیا برگزار شد.